# Golubac (Mionica)
Golubac es un pueblo ubicado en el municipio de Mionica, distrito de Kolubara, Serbia.

## Superficie
Cuenta con una superficie de 3,887 kilómetros cuadrados.

## Demografía
Hasta 2022 la población era de 78 habitantes, con una densidad de población de 20,07 habitantes por kilómetro cuadrado.
| 360                                                             | 337 | 340 | 295 | 250 | 164 | 152 | 124 | 78 |
| (Fuente: Population statistics of Eastern Europe & former USSR) |     |     |     |     |     |     |     |    |